# Marko Simonovski
Marko Simonovski, (en macédonien : Марко Симоновски), né le 28 juin 1989, à Skopje, en Yougoslavie(désormais capitale de la Macédoine), est un joueur macédonien de basket-ball. Il évolue au poste d'arrière.